# Aiguille Verte
L'Aiguille Verte è una vetta situata nella parte settentrionale del massiccio del Monte Bianco, nella catena che prende il suo nome. È alta 4.121 m s.l.m. (o, a seconda delle fonti, 4.122 m).

## Caratteristiche
Fa parte delle 82 cime alte più di 4.000 metri recensite nelle Alpi: i 4000 delle Alpi. Il suo nome deriva dal colore verde-blu con cui si tinge il ghiaccio che ricopre la cima, quando il sole riesce ad illuminarne il profilo.
Si articola in quattro versanti ed altrettante creste:
- Il versante sud, o versante di Talèfre, sul ghiacciaio di Talèfre, nel quale si trova la via normale, ovvero il couloir Whymper;
- Il versante sud-ovest, o versante della Charpoua, sul ghiacciaio della Charpoua;
- Il versante ovest, o versante del Nant Blanc, sul ghiacciaio del Nant Blanc, che domina la valle di Chamonix;
- Il versante nord, o versante dell'Argentière, sul ghiacciaio d'Argentiere.

- La cresta tra il versante sud ed il versante sud-ovest si abbassa verso Le Cardinal (3.638 m), L'Éveque (3.469 m), La Nonne (3.341 m) ed infine l'Aiguille du Moine (3.412 m);
- La cresta tra il versante sud-ovest ed il versante ovest si abbassa verso la Pointe Croux (4.023 m), l'Aiguille Sans Nom (3.982 m) ed infine le Aiguilles du Dru (3.754 m);
- La cresta tra il versante ovest ed il versante nord si abbassa verso la Petite Aiguille Verte (3.508 m);
- La cresta tra il versante nord ed il versante sud si abbassa verso l'Aiguille du Jardin (4.035 m), les Droites (4.000 m) e les Courtes (3.856 m).

## Ascensioni

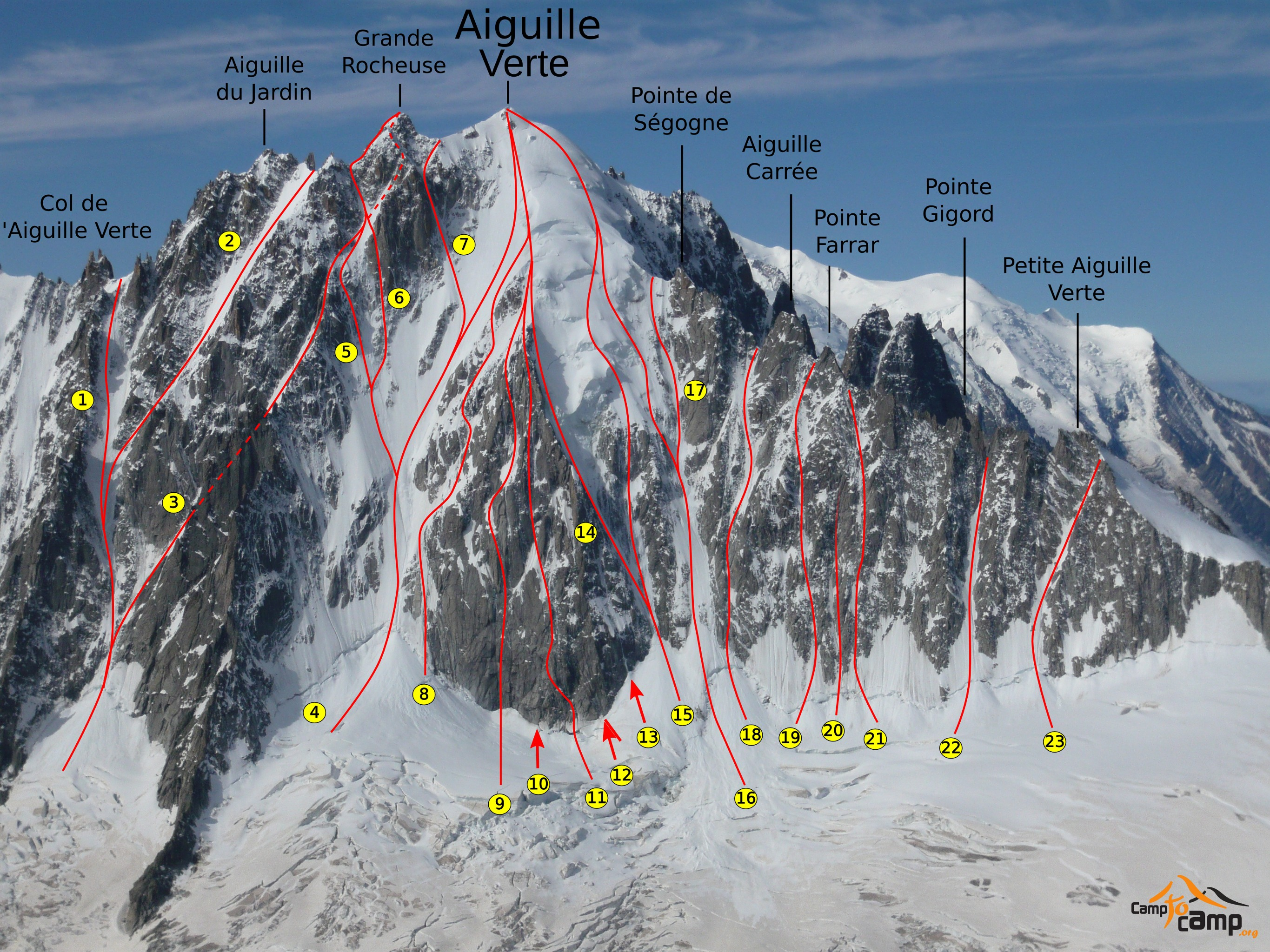
Le vie sulla parete nord dell'Aiguille Verte (dal numero 7 al 17).

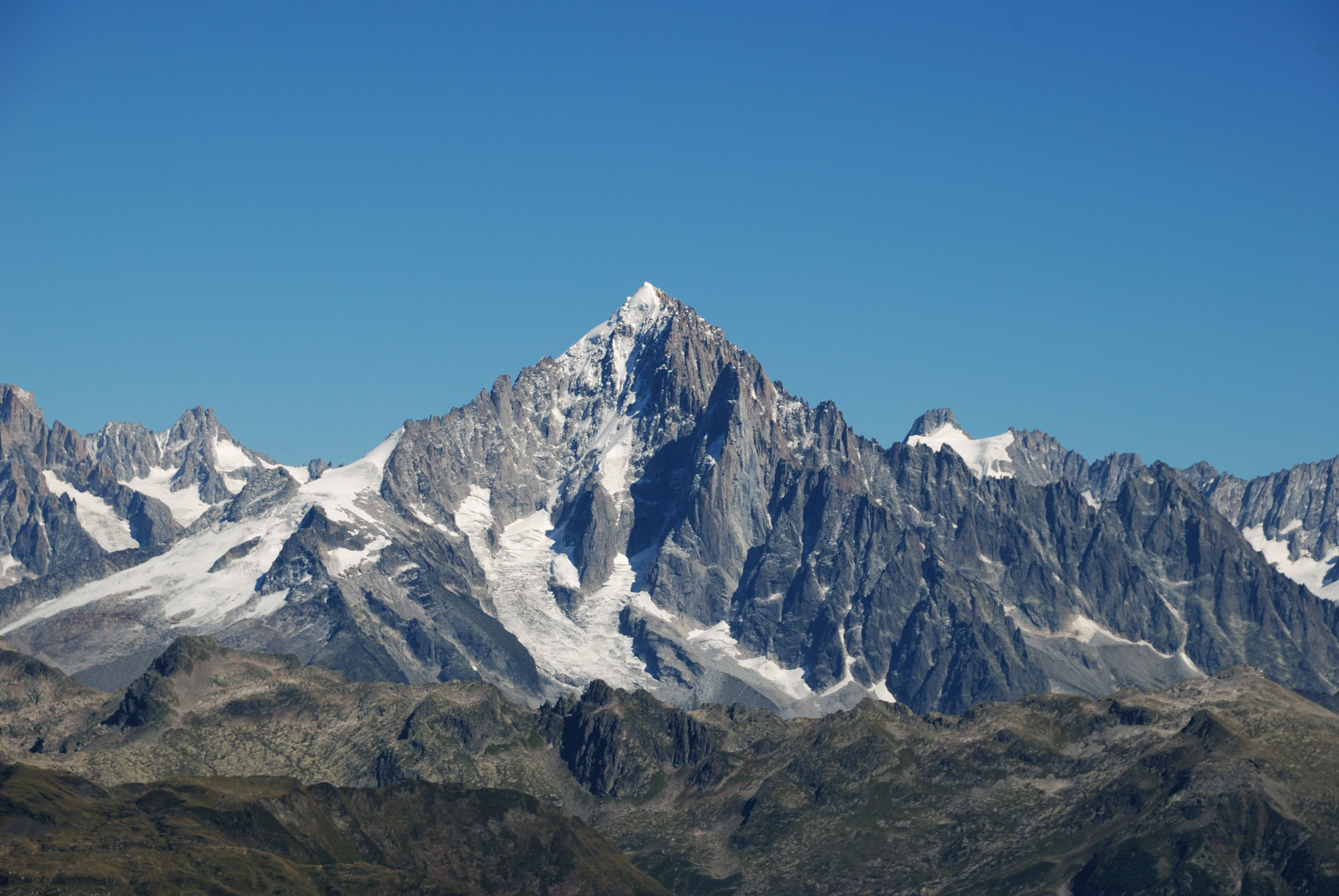
Il versante ovest, o versante del Nant Blanc

### Prima ascensione
La prima ascensione venne effettuata da Edward Whymper, Christian Almer e Franz Biner il 29 giugno 1865.

### Concatenamenti
- Pareti nord dell'Aiguille Verte, delle Droites, delle Courtes e delle Grandes Jorasses - 18 marzo 1986 - Concatenamento di Jean-Marc Boivin in solitaria in 17 ore. Ha salito la Goulotte Grassi-Comino sull'Aiguille Verte, la via Cornuau-Davaille sulle Droites, la via degli Svizzeri sulle Courtes e il Linceul sulle Grandes Jorasses. Ha effettuato gli spostamenti in parapendio e deltaplano.[1]

## Vie alpinistiche

### Parete nord
- Couloir Cordier - 31 luglio 1876 - Prima salita di Henry Cordier, Thomas Middlemore, Oakley Maund con Jakob Anderegg, Johann Jaun e Andreas Maurer.[2]
- Couloir Couturier - 1º luglio 1932 - Prima salita di Marcel Couturier, Armand Charlet e Jules Simond.[3]
- Goulotte Bettembourg-Thivierge - 19 maggio 1975 - Prima salita di Georges Bettembourg e Michel Thivierge. Esce al Col de la Grande Rocheuse.[3]
- Goulotte Boivin-Gabarrou - 25 settembre 1975 - Prima salita di Jean-Marc Boivin e Patrick Gabarrou.[4]
- Goulotte Comino-Grassi-Casarotto - 18 luglio 1978 - Prima salita di Gian Carlo Grassi, Gianni Comino e Renato Casarotto, 1000 m IV/4+[4]
- Via Gabarrou-Vogler - 29-30 agosto 1981 - Prima salita di Patrick Gabarrou e Romain Vogler.[5]

### Parete sud-ovest
- Couloir ad Y, sinistra - 30 luglio 1881 - Prima salita di Albert Frederick Mummery e Alexander Burgener.[6]
- Couloir ad Y, destra - 31 luglio 1905 - Prima salita di Valentine J.E. Ryan, Josef Lochmatter e Franz Lochmatter.[7]

### Parete sud
- Couloir Whymper - 29 giugno 1865 - Prima salita di Edward Whymper, Christian Almer e Franz Biner.[8]

## Discese in sci e snowboard
Nel seguente elenco sono riportate le discese più significative effettuate dall'Aiguille Verte.
- Couloir Whymper
  - 11 giugno 1968 - Prima discesa in sci di Sylvain Saudan.[10]
  - giugno 1987 - Prima discesa in snowboard di Alain Moroni.
- Couloir Couturier
  - 1º agosto 1973 - Prima discesa in sci, con elicottero, di Serge Cachat-Rosset.
  - 5 agosto 1973 - Prima discesa in sci, senza elicottero, di Anselme Baud e Patrick Vallençant.
  - 1988 - Prima discesa in snowboard, con elicottero, di Bruno Gouvy.
- Couloir Cordier
  - 6 marzo 1977 - Prima discesa in sci, con una doppia di 30 metri, di Yves Détry.
  - giugno 1980 - Prima discesa in sci integrale, senza doppie, di Jean-Marc Boivin.
- Couloir ad Y, sinistra
  - 27 febbraio 1985 - Prima discesa in sci di Jean-Marc Boivin.
- Nant Blanc
  - 12 giugno 1989 - Prima discesa in sci di Jean-Marc Boivin.
  - 17 giugno 1999 - Prima discesa in snowboard di Marco Siffredi.
- Couloir ad Y, destra
  - 7 aprile 1995 - Prima discesa in sci di Eric Bellin.

## Galleria d'immagini

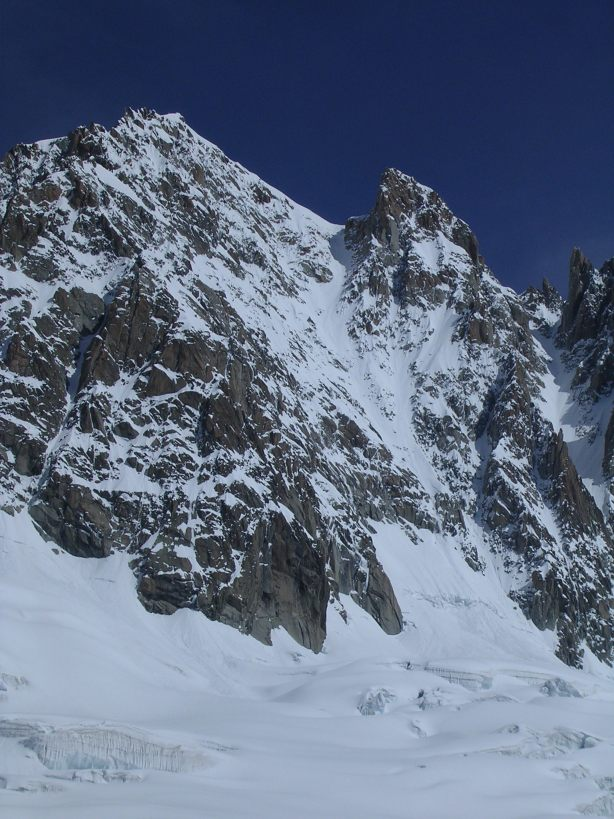
Il versante sud, o versante di Talèfre
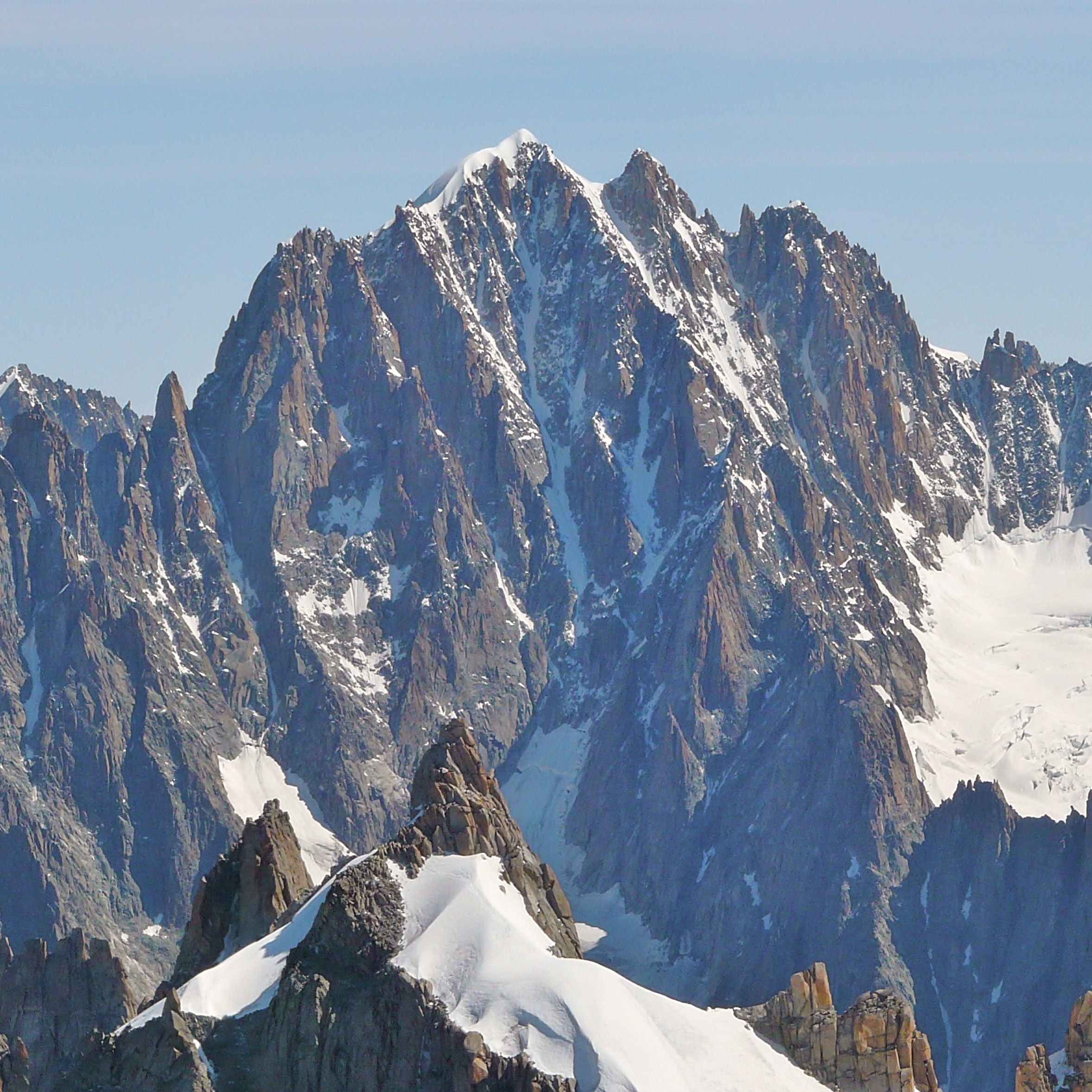
Il versante sud-ovest, o versante della Charpoua
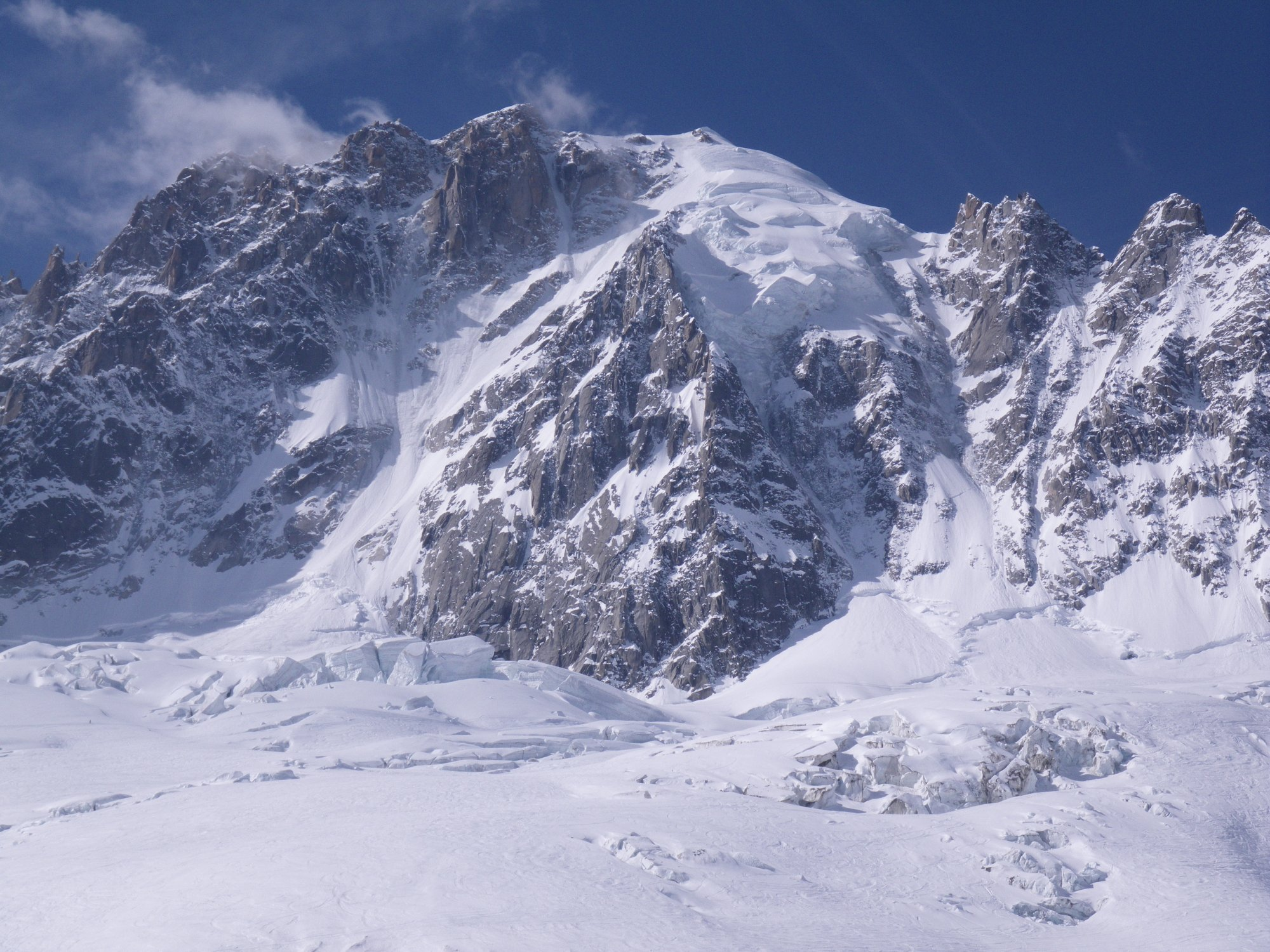
Il versante nord, o versante dell'Argentière